# 홍석조 (배우)
홍석조(1982년 8월 17일 ~ )는 대한민국의 뮤지컬 배우이자 전 가수이다. 2002년 음반《Dream Family》로 데뷔하였다.

## 출연작

### 드라마
- 2010년 11월 6일 ~ 2011년 5월 29일 KBS 《근초고왕》- 온조(백제의 시조) 역

### 예능
- 2011년 1월 14일 ~ 2011년 4월 8일 카라의 이중생활(URAKARA)